# Gymnoproctus elongatus
Gymnoproctus elongatus är en insektsart som beskrevs av Weidner 1941. Gymnoproctus elongatus ingår i släktet Gymnoproctus och familjen vårtbitare. Inga underarter finns listade i Catalogue of Life.